# John Kay (hofdichter)
John Kay was een Engels dichter ten tijde van de regering van Eduard IV (1461 - 1483). Hij was een zogenaamd 'versifier' ofwel 'dichter des konings'.
Over het leven van John Kay is niets bekend; over zijn werk heel weinig. In 1482 vertaalde hij The Siege of Rhodes voor de koning in Engels proza. In het voorwoord beschrijft hij zichzelf als de 'humble poete lawreate' van de koning.
John Kay wordt gewoonlijk opgenomen in de lijst van Britse Poets Laureate, hoewel die titel destijds nog niet bestond. Deze ontstond pas officieel toen Karel I de titel verleende aan Ben Jonson.
Gulielmus Peregrinus · Geoffrey Chaucer · John Kay · Bernard André van Toulouse · John Skelton · Edmund Spenser · Samuel Daniel · Ben Jonson · William Davenant · John Dryden · Thomas Shadwell · Nahum Tate · Nicholas Rowe · Laurence Eusden · Colley Cibber · William Whitehead · Thomas Warton · Henry James Pye · Robert Southey · William Wordsworth · Alfred Tennyson · Alfred Austin · Robert Bridges · John Masefield · Cecil Day-Lewis · John Betjeman · Ted Hughes · Andrew Motion · Carol Ann Duffy